# Pseudolaguvia ferruginea
Pseudolaguvia ferruginea är en fiskart som beskrevs av Ng 2009. Pseudolaguvia ferruginea ingår i släktet Pseudolaguvia och familjen Erethistidae. IUCN kategoriserar arten globalt som otillräckligt studerad. Inga underarter finns listade i Catalogue of Life.